# جون ستانتون قاولد
جون ستانتون قاولد (بالإنجليزية: John Stanton Gould)‏ هو عالم أمريكي، ولد في 1810، وتوفي في 8 أغسطس 1874.